# Helmar Kögl
Helmar Kögl (* 30. September 1944 in Bad Hall; † 27. Juli 2010 in Wien) war ein österreichischer Historiker und Erwachsenenbildner.

## Leben
Kögl wurde 1944 in Bad Hall geboren und studierte Psychologie, Geschichte und Philosophie an der Universität Wien. Er schloss 1969 sein Studium der Geschichte mit der Promotion ab. 
Nach seinem Studium war er in der Erzdiözese Wien im Bereich der Erwachsenenbildung tätig und wechselte 1973 in die Werbebranche. Berufsbegleitend absolvierte er eine Ausbildung in Familien- und Psychotherapie (seit 1990 Psychotherapeut). Ab 1992 folgten Tätigkeiten in Sonderprojekten der Wirtschaftskammer Österreichs, z. B. 1996 im Rahmen von …„Tausend Jahre Österreich“ sowie als Referent des Präsidenten der Kammer. Ab 2000 war Kögl für die Öffentlichkeitsarbeit und Werbung des Wirtschaftsförderungsinstituts (WIFI) zuständig.
Bereits am Stiftsgymnasium Melk war er Mitglied der pennalen katholischen Studentenverbindung K.Ö.St.V. Nibelungia Melk im MKV. Während seines Hochschulstudiums wurde er Mitglied der katholischen Studentenverbindung Danubia Wien im ÖCV. In der Hochschülerschaft der Universität Wien war Kögl als Fachschaftsleiter für Philosophie politisch tätig. 
Von 1998 bis 2006 war er Vorsitzender der Verbandsführung des Österreichischen Cartellverbandes (ÖCV). Zahlreiche andere Verbindungen (beispielsweise Saxo-Bavaria Prag, für die er bis zuletzt als Archivar tätig war, oder Ö.k.a.V. Theresiana zu Wiener Neustadt) verliehen Kögl Ehrenmitgliedschaften. Er war ebenfalls Träger der höchsten Auszeichnung des ÖCV, des "Wollek-Bandes". 
Helmar Kögl wurde am Wiener Zentralfriedhof bestattet.

## Der Prawy-Nachlass
2004/05 begann Kögl als Archivar den in „750 Plastiksackerln“ untergebrachten Nachlass Marcel Prawys zu sichten und zu ordnen, weswegen ihm von der Stadt Wien das Goldene Ehrenzeichen für Verdienste um das Land Wien verliehen wurde.

## Auszeichnungen
- 2010: Goldenes Ehrenzeichen für Verdienste um das Land Wien
- Ehrenband „In vestigiis Wollek“ (Wollek-Band) des ÖCV